# یو جونگیون
یو جونگیون (به کره‌ای: 유정연)(به انگلیسی: yoo Jeongyeon) (زادهٔ ۱ نوامبر ۱۹۹۶)، که بیشتر با نام هنری جونگیون (به کره‌ای: 정연) شناخته می‌شود، یک خواننده اهل کره جنوبی است. وی عضو گروه دخترانه توایس است که توسط جی وای پی اینترتینمنت از طریق برنامه تلویزیونی سیکستین تشکیل شد.

## اوایل زندگی
جونگیون در ۱ نوامبر ۱۹۹۶ با نام «یو کیونگ وان» در سوون، گیونگی دو، کره جنوبی متولد شد، اما بعدها نام خود را به جونگیون تغییر داد. او خواهر کوچکتر بازیگر گونگ سونگ یون است.

## حرفه

### پیش از آغاز به کار
او پس از گذراندن ششمین آزمون ورودی در تاریخ ۱ مارس ۲۰۱۰، به کمپانی جی وای پی پیوست. از سال ۲۰۱۳ تا اوایل سال ۲۰۱۵ پیش‌بینی می‌شد که جونگیون به همراه دو عضو دیگر توایس، نایون و جیهیو، عضو گروه جدید کمپانی جی وای پی با نام سیکس‌میکس شود. با این حال، این پروژه لغو شد و در پایان آنها آغاز به کار نکردند.

### ۲۰۱۵ - اکنون: سیکستین، توایس و فعالیت‌های انفرادی
در سال ۲۰۱۵، جونگیون در برنامه سیکستین که برای تعیین اعضای نهایی گروه توایس بود رقابت کرد. در قسمت آخر، او به عنوان یکی از اعضا انتخاب شد.
از ژوئیه ۲۰۱۶ تا ژانویه ۲۰۱۷، او و خواهرش گونگ سونگ یون برای دریافت جایزه تازه‌وارد اس‌بی‌اس اینترتینمنت آواردز ۲۰۱۶ به عنوان مجری در برنامه تلویزیونی اینکیگایو حضور پیدا کردند.

### مسائل مربوط به سلامت
در تاریخ ۱۷ اکتبر سال ۲۰۲۰، کمپانی جی وای پی اعلام کرد جونگیون به دلیل مشکلات ناگهانی اضطراب و روحی در ادامه فعالیت‌های توایس برای مدت کوتاهی نخواهد بود.او در تاریخ ۳۱ ژانویه سال ۲۰۲۱ با حضور در مراسم سئول میوزیک اواردز بازگشت خودش به گروه را پس از ۴ماه دوری رسمی کرد.در ۱۸ اوت ۲۰۲۱ جونگیون به‌طور موقت و برای بار دوم از فعالیت‌های گروهی توایس به دلیل مشکلات اختلال ترس و اضطراب کنارگیری کرد و بعد از آن مدت به فعالیت خود به گروه بازگشت.

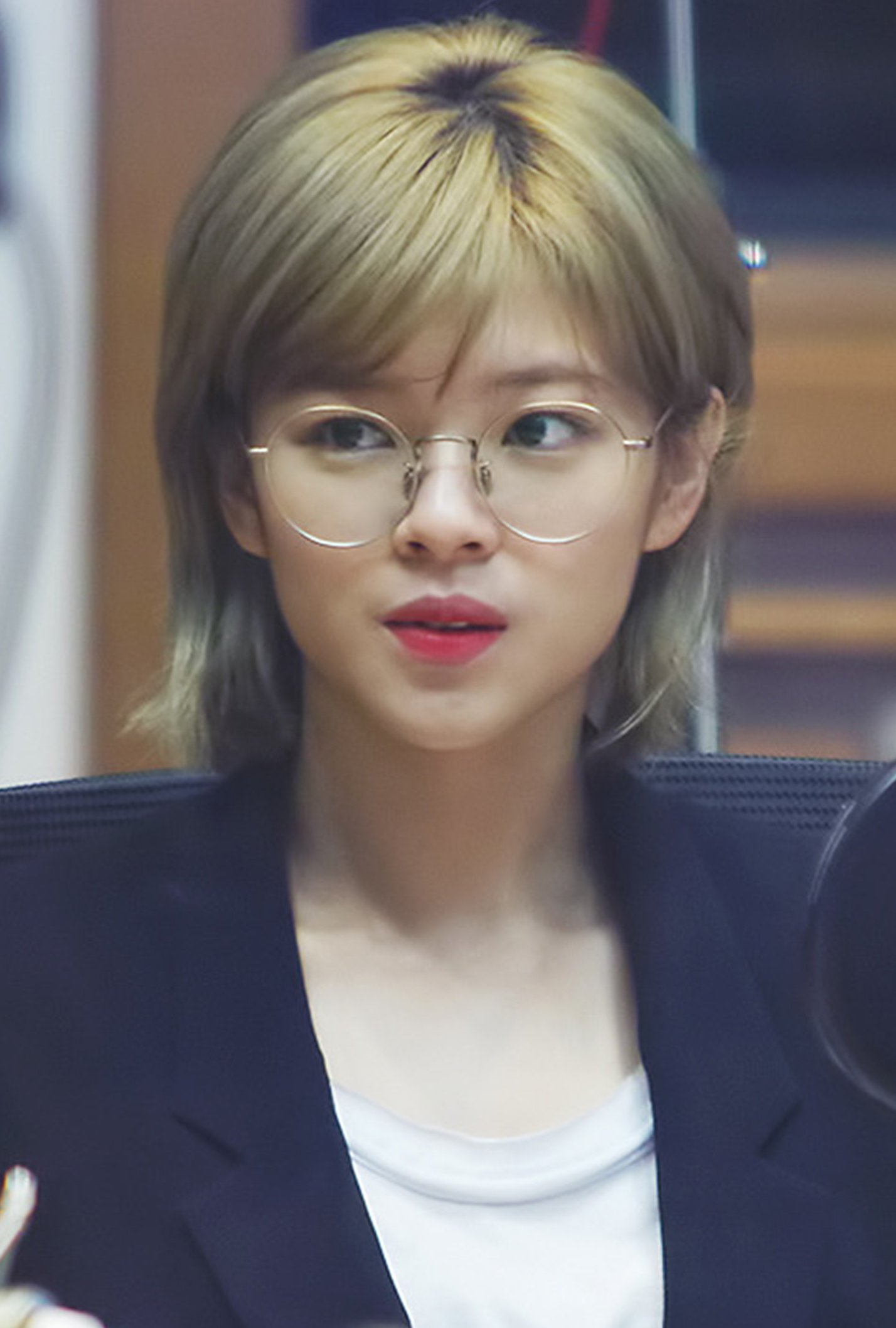
جونگیون دوبار در طی تاریخ‌های اوایل ۲۰۲۰ تا اواسط ۲۰۲۱ به دلیل مشکلات ناگهانی اضطراب و روحی به‌طور موقت از فعالیت‌های گروه کنار رفت ولی بعد از این مدت دوباره به فعالیت‌های خود در گروه بازگشت.

## وجهه عمومی
در سال ۲۰۱۸ جونگیون توانست رتبه ۶۶ را از کمپانی معروف TC CANDLER که از سال ۱۹۹۰ وظیفه معرفی کردن زنان و مردان زیبای دنیا را برعهده دارد را از آن خود کند.
در نظرسنجی سالانه موسیقی گالوپ کره در سال ۲۰۱۷، جونگیون بعد از هم گروهی‌هایش، نایون و جویی، که به ترتیب در رتبه ششم و نهم بودند، به عنوان دوازدهمین آیدل محبوب کره جنوبی انتخاب شد. در نظرسنجی سال ۲۰۱۸، او در رده هفدهم قرار گرفت.
در نظرسنجی گالوپ کره طی چهار سال پیاپی (۲۰۱۶تا۲۰۱۹) جونگیون توانست در بیست آیدل محبوب کره همانند هم‌گروهی دیگرش نایون قرار گیرد.

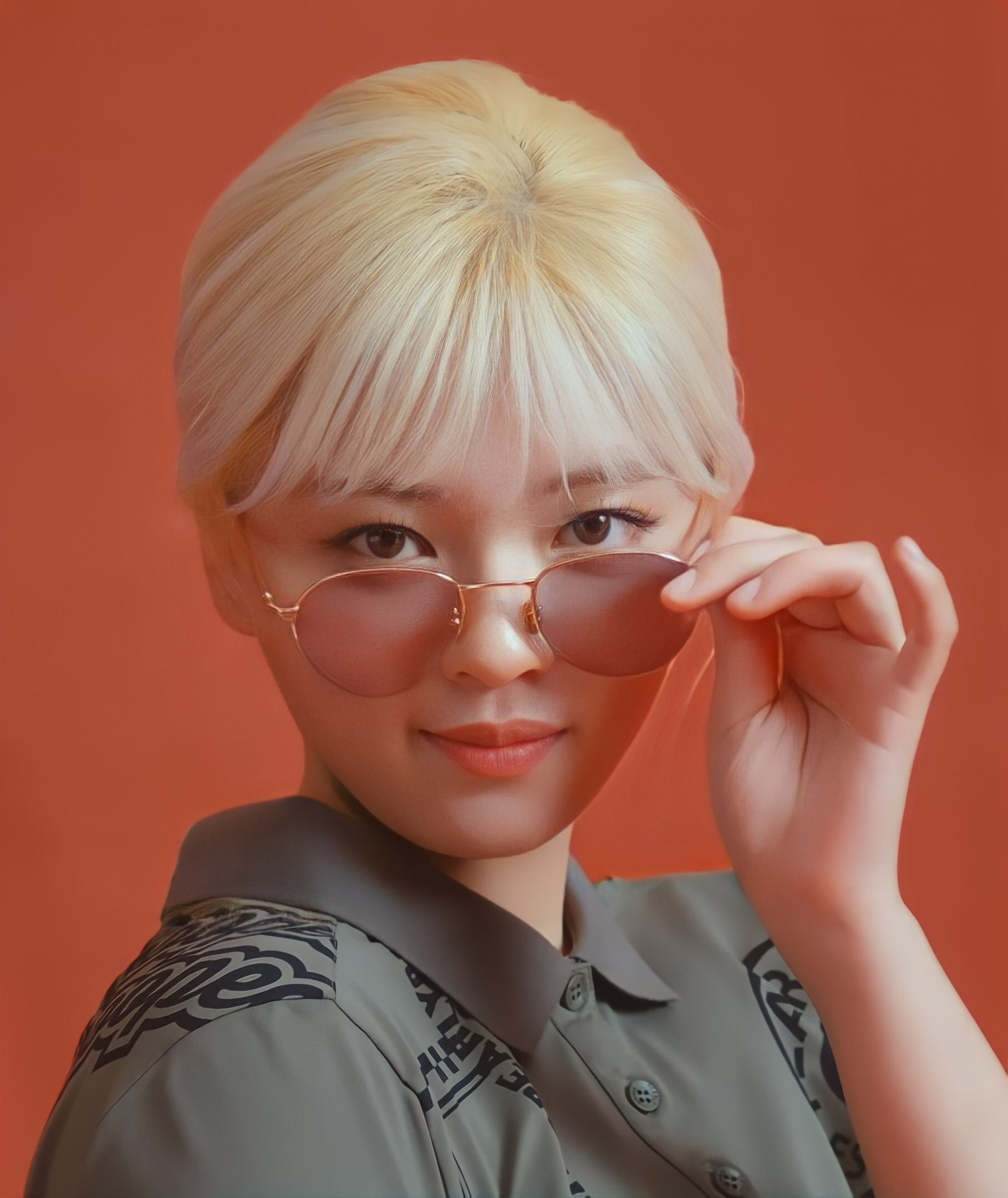
جونگیون در سال ۲۰۲۲، در حال تبلیغ برند لباس ورزشی PEARLY GATES

## فیلم‌شناسی

### برنامه‌ها
| سال       | عنوان           | شبکه | نقش        | یادداشت                         |
| --------- | --------------- | ---- | ---------- | ------------------------------- |
| ۲۰۱۵      | سیکستین         | Mnet | شرکت کننده | برنامه ای برای تشکیل گروه توایس |
| ۲۰۱۶      | پروژه ملکه عضله | KBS  | شرکت کننده |                                 |
| ۲۰۱۶      | قانون جنگل      | SBS  | یو جونگیون |                                 |
| ۲۰۱۷–۲۰۱۶ | اینکیگایو       | SBS  | مجری       | با گونگ سونگ یون                |

## ترانه‌شناسی

### ترانه‌سرایی
| سال  | آهنگ             | آلبوم        | با همکاری        |
| ---- | ---------------- | ------------ | ---------------- |
| ۲۰۱۷ | "Love Line"      | Twicetagram  |                  |
| ۲۰۱۸ | "Sweet Talker"   | عشق چیست؟    | چه یونگ          |
| ۲۰۱۸ | "LaLaLa"         | آره یا آره   |                  |
| ۲۰۱۹ | ۲۱:۲۹            | Feel Special | بقیه اعضای توایس |
| ۲۰۲۰ | Sweet Summer Day | More & More  | چه یونگ          |
| ۲۰۲۲ | Celebrate        | Celebrate    | بقیه اعضای توایس |

### موسیقی متن
| عنوان                                         | سال  | آلبوم          |
| --------------------------------------------- | ---- | -------------- |
| "مانند یک ستاره (별 처럼)" (با گونگ سونگ یون) | ۲۰۱۸ | کلاس رؤیایی من |

## جوایز و نامزدی‌ها
| سال  | جایزه                         | دسته‌بندی                              | نامزد کار | نتیجه |
| ---- | ----------------------------- | ------------------------------------- | --------- | ----- |
| ۲۰۱۶ | 10th SBS Entertainment Awards | جایزه تازه‌وارد (زن) با گونگ سونگ یئون | اینکیگایو | برنده |